# 離子電導率 (固態)

靜電場下的質子導體

離子電導率（Ionic conductivity）是離子在固態材料中的移動，是固态离子学的重要現象，表示為λ，單位是西門子每秒（S/m）。無機化合物的完美晶體一般會是絕緣體，離子傳導是因為 所導入的晶体缺陷，可能是因為溫度活化所產生，或是外在摻雜的異價（aliovalent）不純物質。缺陷讓離子可以在晶格中找到移勳的路徑。固體離子導體稱作固態電解質，是全固態電池（ASSB）、双电层电容器、 燃料电池和薄膜微电子学。離子電導率（σ）依阿伦尼乌斯方程隨溫度而變化，會受活化能量壁壘影響，後者則是受晶體結構、化學所影響。離子電導是电流的機制之一。 

## 晶體固體
大部份的固體中，離子有其固定的位置，被鄰近的原子或離子作用力所固定。在一些固體中，特定的離子可以移動，產生離子導電。此移動能力會隨著溫度上昇而增加。電池裡就會使用這類的物質。有種著名的離子導電固體為β氧化鋁固態電解質（BASE），是一種其中有通道讓鈉離子可以移動的氧化铝。當這種陶瓷器中有錯合可移動的离子（像Na+），其性質就像所謂的快離子導體。BASE是許多種類熔鹽電化電池中的半透膜。 

### 歷史
從19世紀初期起，固態裡的離子導電就已是科學家關注的主題之一。麥可·法拉第在1839年發表，电解律對氟化铅 （PbF2）和硫化银（Ag2S）等離子固體也有效。1921年時發現碘化银固體（AgI）在147 °C以上時也有超高的離子電導率，碘化銀的高溫相屬於超離子導體（superionic conductor）。此固體的缺陷結構讓Ag+離子可以自由移動。目前離子電導率最高的紀錄是Ag2[HgI42].。福特汽车在開發钠硫电池作為電動車輛儲能裝置時，也針對BASE進行研究。

## 外部連結
- J Chem Phys